# محمد عمران (لاعب كرة قدم مالديفي)
محمد عمران مواليد 25 مايو 1988 في المالديف، هو لاعب كرة قدم مالديفي. يلعب كحارس مرمى.

## المسيرة الاحترافية

### أندية لعب لها
- نادي فيكتوري

### الاعتزال
أعلن عمران اعتزاله كرة القدم الدولية في 12 أكتوبر 2017.

## روابط خارجية
- محمد عمران على موقع قاعدة بيانات كرة القدم.إي يو (الإنجليزية)
- محمد عمران على موقع ناشيونال فوتبول تيمز (الإنجليزية)
- محمد عمران على موقع Soccerway.com (الإنجليزية)